# Система обозначения летательных аппаратов
Система обозначения летательных аппаратов — система деления (классификации) летательных аппаратов (самолётов, вертолётов и прочих аппаратов, использующих подъёмную силу) в зависимости от типа, назначения и прочих свойств.

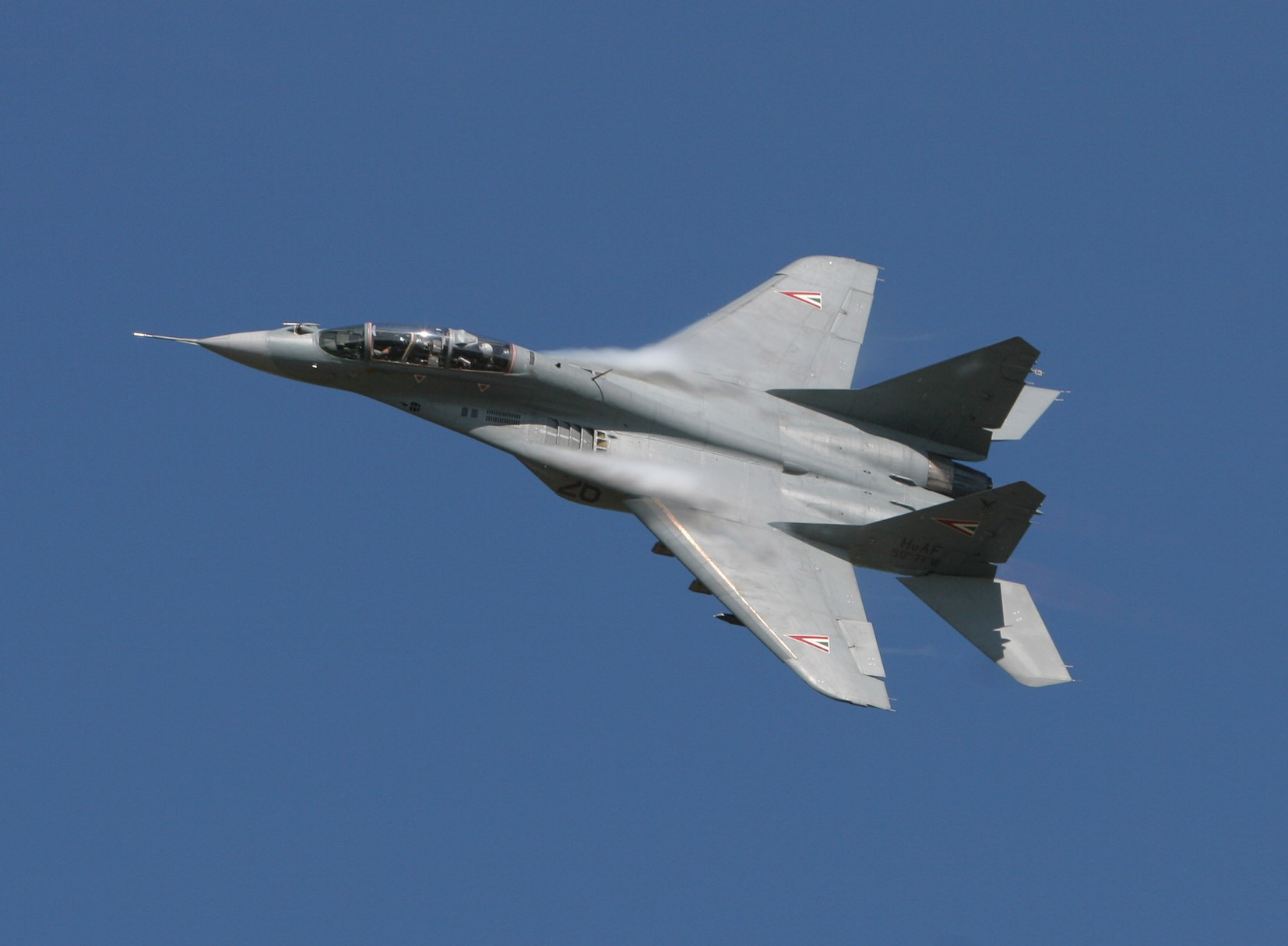
МиГ-29УБ ВВС Венгрии

## История возникновения
Система деления (классификации) летательных аппаратов возникла как историческая необходимость с момента возникновения воздухоплавания. Создание летательных аппаратов и последующее их бурное развитие способствовали совершенствованию и развитию самолётов различных типов в зависимости от типов выполняемых задач и своих возможностей.

## В СССР и России
Система принятая в СССР, а позже в России, предполагала обозначать самолёты по начальным буквам фамилии первого главного (генерального) конструктора конструкторского бюро, в котором разрабатывался данный самолёт: Ан — О.К Антонов, Як — А. С. Яковлев. Далее через дефис следует номер базовой модели и буквенный шифр модификации.
Системой предполагалось, что истребители (истребители-бомбардировщики, штурмовики) имеют нечётные номера (МиГ-15, МиГ-17, МиГ-21, МиГ-23, МиГ-25, МиГ-27, МиГ-29, МиГ-31, Су-7, Су-9, Су-11, Су-15, Су-17, Су-27, Як-25). Всем остальным классам самолётов — чётные номера (Су-24, Су-34, Як-28, Ан-12, Як-18, Ан-24, Ан-26, Ан-30, Ил-76, Ил-96, Ту-104, Ту-134, Ту-16, Ту-144 и пр.). Исключением стали: истребитель Су-30, истребитель-перехватчик Ту-128, бомбардировщик Ту-95.
Буквенный шифр является аббревиатурой, поясняющей вид модификации:
- А — первая серийная модификация (Ту-134А)
- Р — разведчик (Як-28Р, Су-24МР, МиГ-21Р);
- П — перехватчик (Як-28П);
- ПП — постановщик помех (Як-28ПП);
- У (УС, УМ) — учебно-боевой (МиГ-21У, МиГ-21УС, МиГ-21УМ);
- УБ — учебно-боевой (МиГ-23УБ, МиГ-29УБ);
- УТИ — учебно-тренировочный истребитель (МиГ-15УТИ);
- КУБ — учебно-боевой корабельного базирования (МиГ-29КУБ);
- ПД — экспериментальный вариант с подъёмными двигателями (МиГ-21ПД);
- ЛЛ — летающая лаборатория (Ту-128ЛЛ).

У каждого типа самолёта имелись свои модификации, определяемые заводами-изготовителями, которые могли отличаться от друг от друга. Так, например, Ту-134С — грузовой самолёт на базе Ту-134А, а МиГ-21С — новая версия самолёта с бортовой РЛС «Сапфир» (что и означает в наименовании буква С), для МиГ-29С — буква С означала третью серийную модификацию самолёта.

## В США
Первая официально известная система деления появилась в США в 1919 году, когда Правительством США было принято решение систематизировать самолёты армии США по их отличительным признакам. Эта система получила название «1919 United States Army Air Service aircraft designation system». Данная система просуществовала до 1924 года, когда ей на смену пришла новая система, учитывающая проблемы старой системы классификации, именуемая «1924 United States Army Air Service aircraft designation system».
На смену системы 1924 года пришла система классификации 1956 года «1956 United States Army aircraft designation system», которая просуществовала до 1962 года. В 1962 году принята новая система, именуемая «1962 United States Tri-Service aircraft designation system». Согласно данной системе в употребление введена единая буквенно-цифровая система обозначений.
Основным элементом в обозначении является начальная группа букв, определяющая класс (назначение) самолёта. Для модификаций самолётов (с изменённым назначением) перед буквой класса исходного варианта ставятся буквы, обозначающие новый класс. Стоящие перед начальной группой букв X и Y обозначают самолёты, проходящие заводские и войсковые испытания Через дефис следует очередной номер базовой модели самолёта, буквенный шифр модификации (обозначается очередной буквой латинского алфавита) и именное название (почти у каждого самолёта). В справочной литературе перед обозначением обычно указывается фирма-разработчик. Например: Макдоннелл-Дуглас RF-4E «Фантом» 2 – самолёт-разведчик на базе истребителя F-4 модификации Е, второй истребитель с названием «Фантом».

## В Великобритании

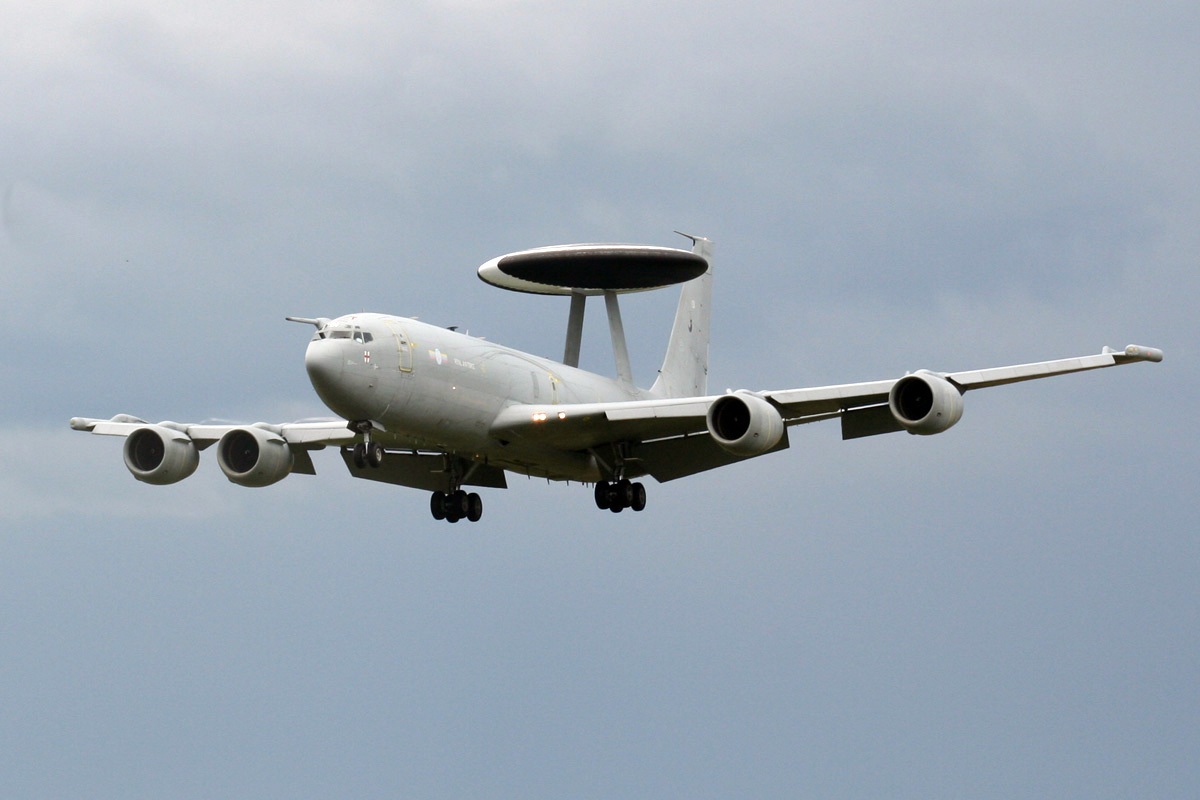
Самолёт ДРЛО системы АВАКС Boeing E-3 Sentry

Система классификации самолётов в Великобритании основана именном названии с добавлением класса самолёта и порядковым номеро м модификации.
Буквенное обозначение класса:
- AEW – самолёт дальнего радиолокационного обнаружения (ДРЛО),
- AS – самолёт ПЛО,
- В – самолёт-бомбардировщик,
- С – военно-транспортный самолёт,
- D – беспилотный летательный аппарат,
- Е – самолёт со специальной радиоэлектронной аппаратурой,
- F – самолёт-истребитель,
- FGA (FG) – многоцелевой истребитель,
- FGR – многоцелевой истребитель-разведчик,
- FRS – ударный самолёт-разведчик,
- К – самолёт-заправщик,
- MR – самолет-морской разведчик,
- S – ударный самолёт,
- Т – учебно-тренировочный самолёт.

Порядковый номер модификации (зачастую пишется вместе с символом Мк – «марка»). В справочной литературе перед обозначением указывается полное или сокращённое название фирмы-производителя. В последние годы на вооружении ВВС Королевских ВВС Великобритании состоят в основном, самолёты производства США, поэтому имеют обозначение в соответствии с принятой В США классификацией.

## Во Франции

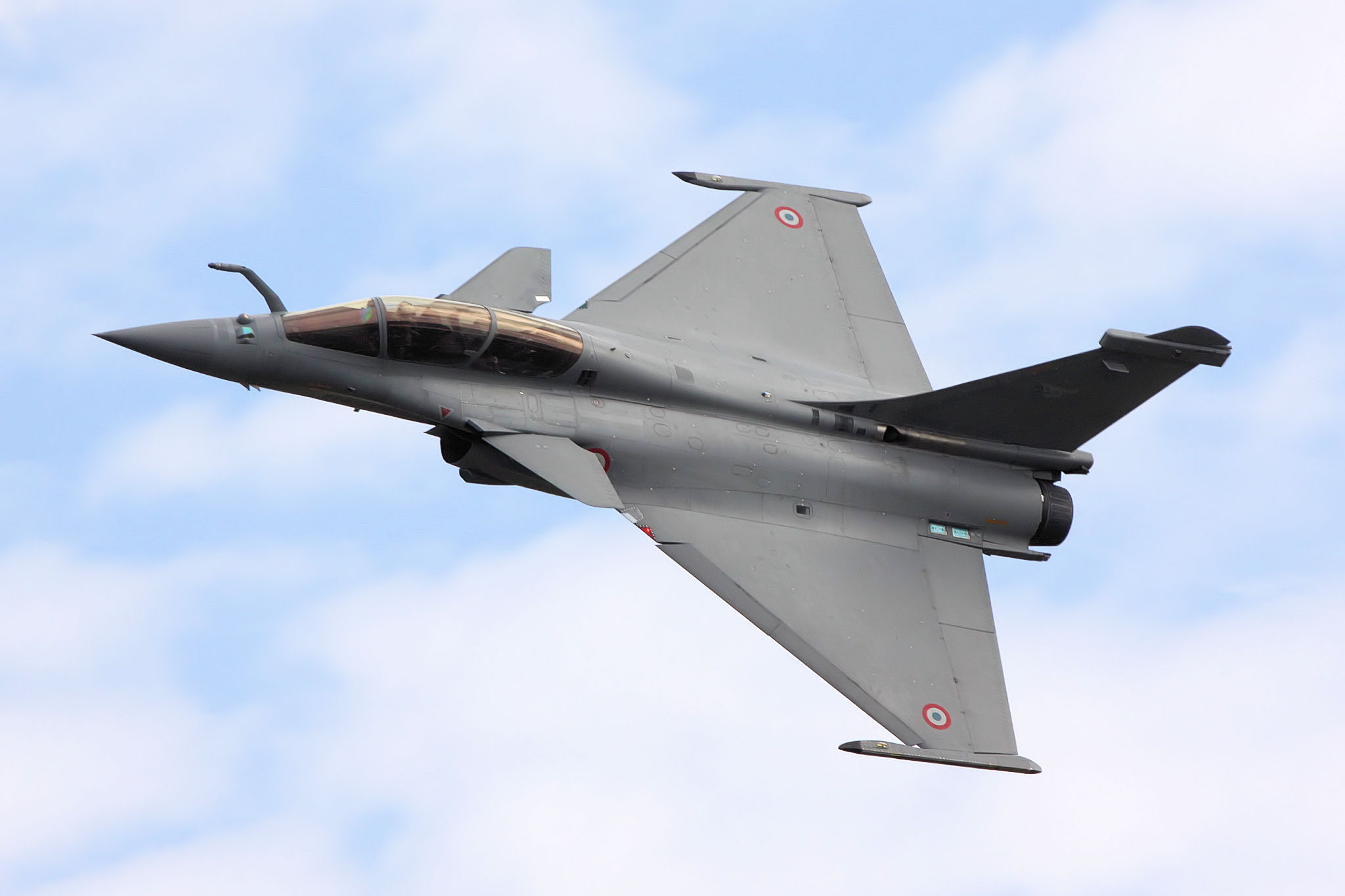
Французский Рафаль

Во Франции не существует единой системы классификации. Самолётостроение Франции представлено одной компанией - Дассо-Бреге, которая использует свои фирменные обозначения самолётов. Как правило, за названием идёт очередной номер базовой модели и буква, определяющая назначение самолёта или модификацию: Dassault Falcon 2000, Dassault Rafale, Дассо Мираж 4000.

## В Италии

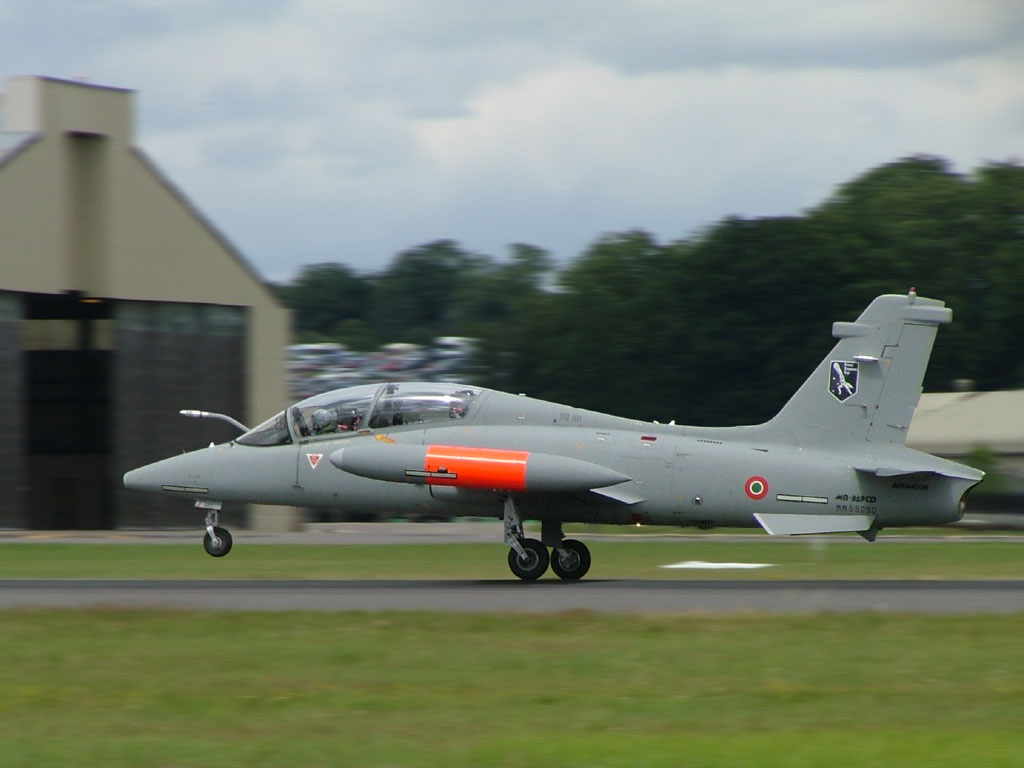
Итальянский учебно-тренировочный самолёт MB-339CD

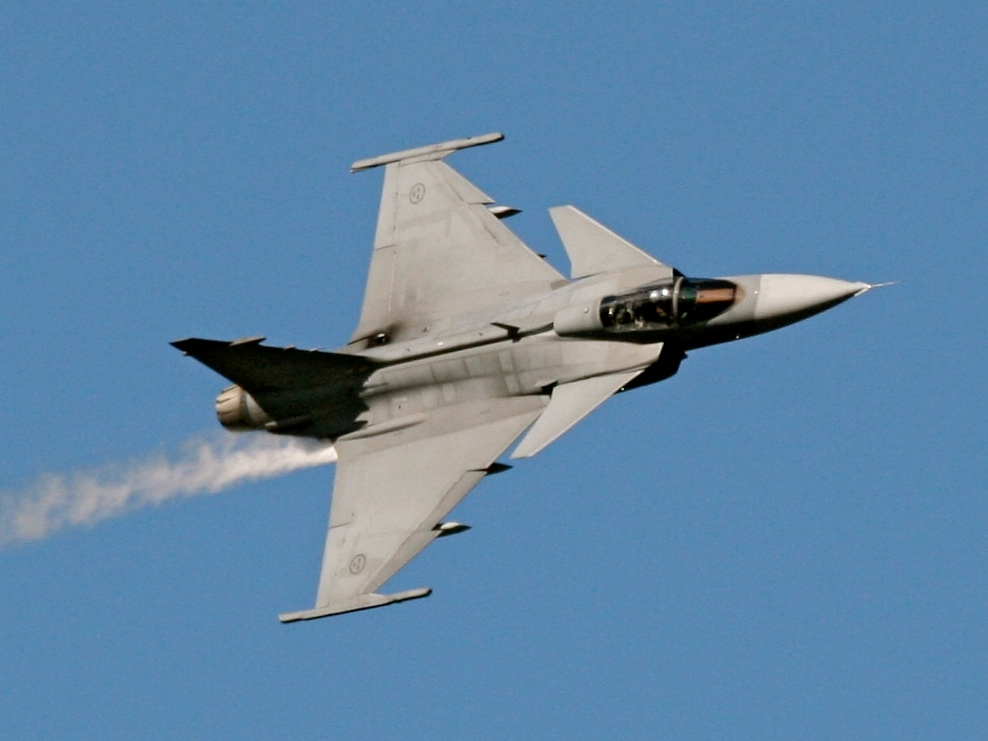
Шведский Saab JAS 39 Gripen

В Италии также как и во Франции не существует единой системы классификации. Каждая фирма применяет собственное обозначение новой модели, как правило, после полного названия компании следует определённое сочетание букв (сокращённое название фирмы, традиционная марка продукции), типовой номер и модификация, обозначаемая буквой:  Ghibli - лёгкий тактический турбореактивный штурмовик, C-27J Spartan -  итальяно-американский военно-транспортный самолёт, Piaggio P.180 Avanti — итальянский административный самолёт, Аэрмакки MB-339 (Aermacchi MB-339) - итальянский учебно-тренировочный самолёт и лёгкий штурмовик.

## В Швеции
Система классификации самолётов в Швеции предполагает при обозначении военного самолёта сначала включать название фирмы, затем класс самолёта:
- А – штурмовик,
- J – истребитель,
- S – разведчик,
- AJ – истребитель-бомбардировщик,
- JA – истребитель, способный поражать и наземные цели,

далее включается типовой номер, буквенная модификация и именное название.
Примеры: Сааб AJ 37В «Вигген», Сааб J-39 Грипен, Сааб J-29 Туннан.

## В Канаде
ВВС Канады эксплуатирует в основном авиационную технику, произведённую в США, поэтому её система обозначения близка к американской. Лишь перед буквенным шифром класса самолёта ставится обозначение национальной принадлежности Канады (Canada) – буква С. Например истребитель McDonnell Douglas F-18 Hornet в ВВС Канады обозначается как Макдоннелл-Дуглас CF-18A «Хорнет» (McDonnell Douglas СF-18 Hornet).

## При создании самолётов несколькими участниками
В обозначении самолётов, созданных по кооперации, указывается название образованного ими консорциума, именное название, буквенный шифр класса или варианта. 
Один из вариантов англо-французского многоцелевого самолёта «Ягуар» - совместной разработки Великобритании (British Aircraft Corporation) и Франции (Breguet Aviation), консорциума «СЕПЕКАТ»:
- во французской авиации обозначается как Jaguar A[4], Jaguar E и Jaguar M.
- в британской авиации – Jaguar S, Jaguar B, Jaguar GR.1, Jaguar T.2, Jaguar ACT, Jaguar GR.1A, Jaguar T.2A, Jaguar GR.1B, Jaguar GR.3, Jaguar GR.3A, Jaguar T.4